# Lenguas tani
Las lenguas tani o míricas (también llamadas adi-galo-mishing-nishi o abor-miri-dafla), forman una pequeña familia de lenguas tibetano-birmanas hablada los himalaya orientales, en un área que se divide entre Tíbet (china), Assam (India), Bután y Birmania.
Las lenguas tani tienen unos 600 000 hablantes en Arunachal Pradesh hablados por numerosos grupos étnicos como los adi, los nyishi-bangni (ñishi), los miri de las montañas, los tagin y los apatani. Territorialmente estas lenguas se hablan en Kameng oriental, bajo Subansiri, alto Subansiri, Siang occidental, Siang oriental y Valle del Dibang. El área donde se hablan las lenguas tani ocupa unos 40 000 km², lo que supone más o menos la mitad de la extensión total de Arunachal Pradesh. Además existen comunidades tani-hablantes repartidas a lo largo de toda la frontera entre China e India. En territorio chino ocupan las prefecturas de Nyingchi y Shannan (Lhoka).

## Clasificación
Las lenguas tani se clasifican dentro de la rama tibetano-birmana aunque la posición dentro de esa rama es menos clara. Las lenguas más cercanas serían las lenguas digaru-idu (Taraon e Idu).
Los términos adi, abor y miri se usan tanto para los grupos étnicos como para las lenguas tani habladas por ellos. Para estas lenguas se ha usado esa clasificación semi-étnica (Van Driem, 2001) por lo que no siempre está claro cuando dos grupos étnicos hablan lenguas diferentes o no, puesto que muchas de sus lenguas no están bien documentadas, por lo que no se sabe hasta que punto existe una correlación entre divisiones étnicas y lingüísticas. Las lenguas tani a partir de la clasificación semi-étnica son:
- Lenguas padam (adi): padam, miyong, mishing (miri de las llanuras, takam), shimong, bori, karko, tangam, pasi, panggi, ashing.
- Lenguas nishi (dafla): apatani (apa), nishi (dafla oriental, nishing), tagin (dabla occidental), bangni, nah, miri de las montañas (sarak).
- Lenguas gallong: gallong (galo, duba), palibo (libo), ramo, bokar.
- Lenguas milang (siang): tradicionalmente consideradas lengas tani, pero recientemente en 2011, Blench y Post proponen clasificarlas como una rama tibetano-birmana independiente.

## Descripción lingüística
El proto-tani fue parcialmente reconstruido por Sun (1993). Un gran número de las raíces construidas tienen cognados en las otras ramas tibetano-biermanas. Sin embargo, una gran parte del vocabulario proto-tani parece no estar relacionado con el resto del tibetano-birmano (Post, 2011) y la gran parte de la gramáticas de las lenguas tani parece ser diferente de la de las lenguas tibetano-birmanas morfológicamente más conservadoras como el kachin (jingpho) o las lenguas kiranti. Esto sugiere que las lenguas tani sufrieron una importante influencia de un substrato no tibetano-birmano en su fase de formación, estas características innovadoras son particularmente notorias en apatani y milang.